# Dichelostemma congestum
Dichelostemma congestum (Blå indianhyacint) är en sparrisväxtart som först beskrevs av James Edward Smith, och fick sitt nu gällande namn av Carl Sigismund Kunth. Dichelostemma congestum ingår i släktet Dichelostemma och familjen sparrisväxter. Inga underarter finns listade i Catalogue of Life.

## Bildgalleri

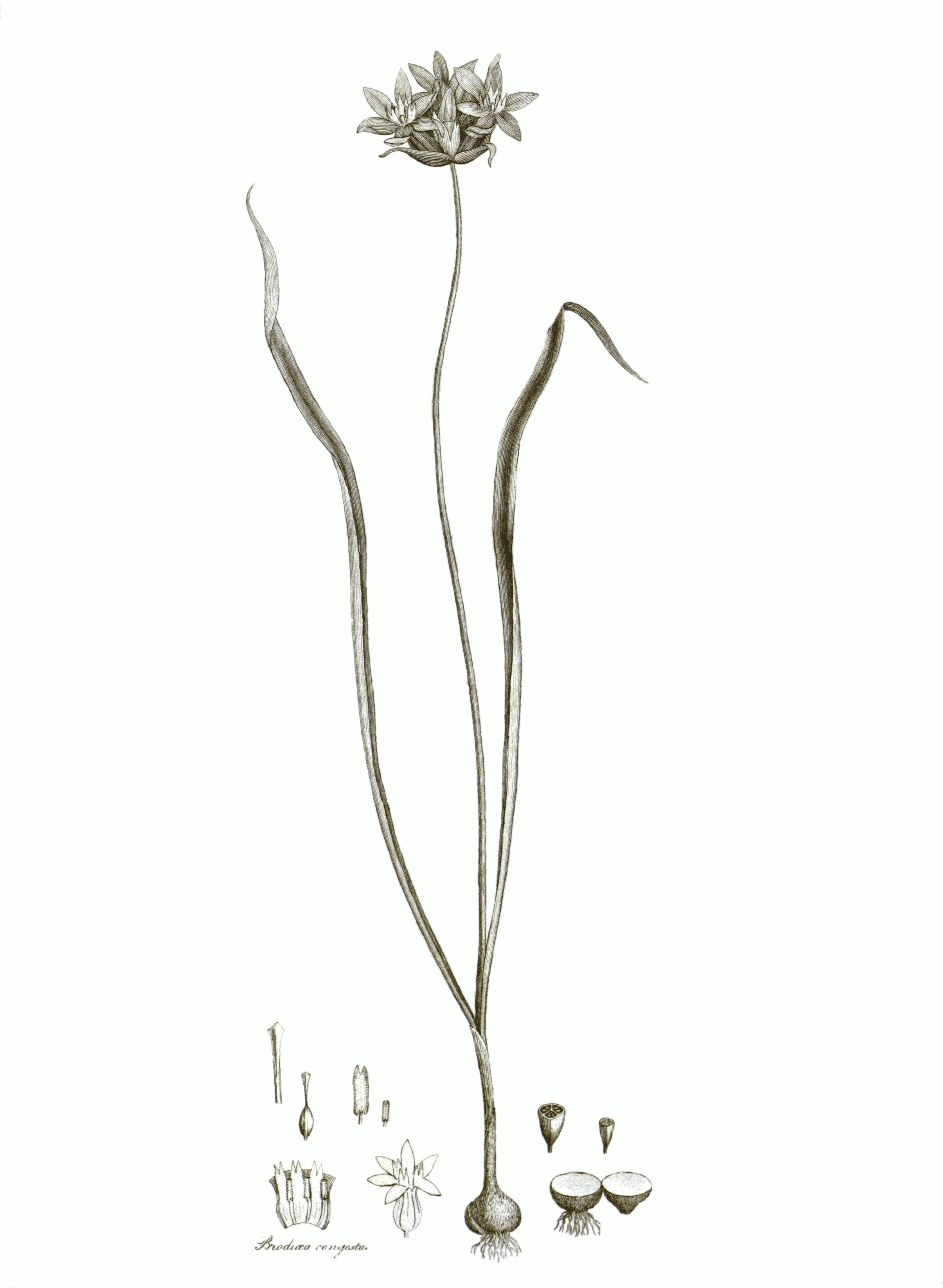
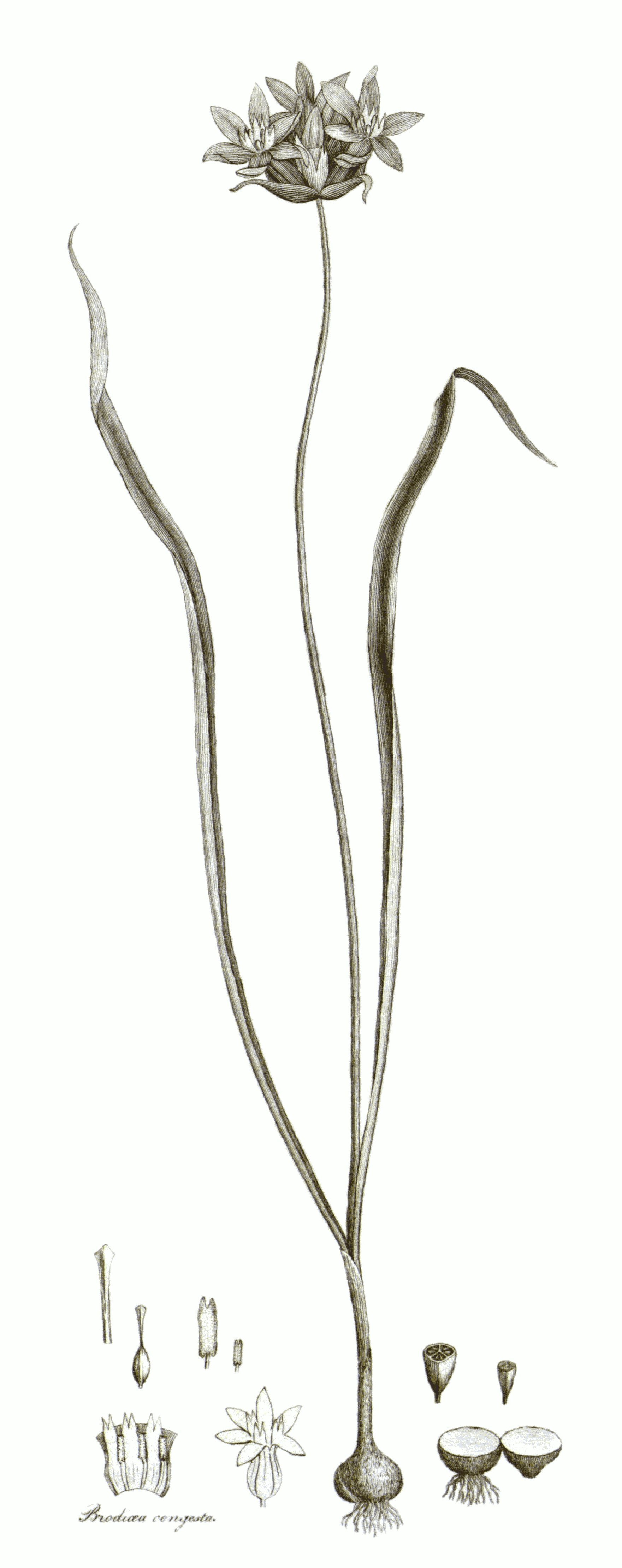